# Cistanche rosea
Cistanche rosea är en snyltrotsväxtart som beskrevs av John Gilbert Baker. Cistanche rosea ingår i släktet Cistanche och familjen snyltrotsväxter. Inga underarter finns listade i Catalogue of Life.